# Rio Dumbrava (Breţcu)
O Rio Dumbrava é um rio da Romênia, afluente do Breţcu, localizado no distrito de Harghita.